# Henrik Mustonen
Pour les articles homonymes, voir Mustonen.
Henrik Mustonen, né le 6 novembre 1990 à Hollola, est un joueur professionnel de squash représentant la Finlande. Il atteint en février 2014 la 35e place mondiale sur le circuit international, son meilleur classement. Il est champion de Finlande en 2015 et 2024.

## Palmarès

### Titres
- Championnats de Finlande : 2 titres (2015, 2024)

### Finales
- Open international de squash de Nantes : 2015